# Ed de Goeij
Ed de Goeij, all'anagrafe Eduard Franciscus de Goeij (Gouda, 20 dicembre 1966), è un ex calciatore olandese, di ruolo portiere.

## Carriera

### Club
Cresciuto nello Sparta Rotterdam, vi militò fra il 1985 e il 1990 prima di passare al Feyenoord, squadra in cui si affermò ad alti livelli. In sette stagioni mancò solamente 8 partite di campionato, vincendo il titolo nazionale nel 1993 e la coppa nazionale quattro volte tra il 1991 e il 1995.
Passato al Chelsea nel 1997, vinse con la società londinese League Cup, Coppa delle Coppe e FA Cup. Dopo cinque stagioni da titolare, diventò secondo di Carlo Cudicini e passò nel 2003 allo Stoke City, con cui chiuse la carriera nel 2006 a 40 anni. Detiene il primato di presenze in Coppa delle Coppe (44 complessive).

### Nazionale
Con la nazionale olandese esordì nel dicembre 1992 e militò sino al 2000, partecipando al campionato del mondo 1994 come portiere titolare. Fu convocato anche per il campionato d'Europa 1996, per il campionato del mondo 1998 e per il campionato d'Europa 2000, ma in queste tre rassegne non fu mai schierato in campo. Sceso in campo con la maglia della nazionale in 31 occasioni, la sua ultima gara giocata con i Paesi Bassi risale al giugno 1998.

## Statistiche

### Cronologia presenze e reti in nazionale
| Cronologia completa delle presenze e delle reti in nazionale ― Paesi Bassi | Cronologia completa delle presenze e delle reti in nazionale ― Paesi Bassi | Cronologia completa delle presenze e delle reti in nazionale ― Paesi Bassi | Cronologia completa delle presenze e delle reti in nazionale ― Paesi Bassi | Cronologia completa delle presenze e delle reti in nazionale ― Paesi Bassi | Cronologia completa delle presenze e delle reti in nazionale ― Paesi Bassi | Cronologia completa delle presenze e delle reti in nazionale ― Paesi Bassi | Cronologia completa delle presenze e delle reti in nazionale ― Paesi Bassi |
| Data                                                                       | Città                                                                      | In casa                                                                    | Risultato                                                                  | Ospiti                                                                     | Competizione                                                               | Reti                                                                       | Note                                                                       |
| -------------------------------------------------------------------------- | -------------------------------------------------------------------------- | -------------------------------------------------------------------------- | -------------------------------------------------------------------------- | -------------------------------------------------------------------------- | -------------------------------------------------------------------------- | -------------------------------------------------------------------------- | -------------------------------------------------------------------------- |
| 16-12-1992                                                                 | Istanbul                                                                   | Turchia                                                                    | 1 – 3                                                                      | Paesi Bassi                                                                | Qual. Mondiali 1994                                                        | -1                                                                         |                                                                            |
| 24-2-1993                                                                  | Utrecht                                                                    | Paesi Bassi                                                                | 3 – 1                                                                      | Turchia                                                                    | Qual. Mondiali 1994                                                        | -1                                                                         |                                                                            |
| 24-3-1993                                                                  | Utrecht                                                                    | Paesi Bassi                                                                | 6 – 0                                                                      | San Marino                                                                 | Qual. Mondiali 1994                                                        | -                                                                          |                                                                            |
| 28-4-1993                                                                  | Londra                                                                     | Inghilterra                                                                | 2 – 2                                                                      | Paesi Bassi                                                                | Qual. Mondiali 1994                                                        | -2                                                                         |                                                                            |
| 9-6-1993                                                                   | Rotterdam                                                                  | Paesi Bassi                                                                | 0 – 0                                                                      | Norvegia                                                                   | Qual. Mondiali 1994                                                        | -                                                                          |                                                                            |
| 22-9-1993                                                                  | Bologna                                                                    | San Marino                                                                 | 0 – 7                                                                      | Paesi Bassi                                                                | Qual. Mondiali 1994                                                        | -                                                                          |                                                                            |
| 13-10-1993                                                                 | Amsterdam                                                                  | Paesi Bassi                                                                | 2 – 0                                                                      | Inghilterra                                                                | Qual. Mondiali 1994                                                        | -                                                                          | 76’                                                                        |
| 17-11-1993                                                                 | Poznań                                                                     | Polonia                                                                    | 1 – 3                                                                      | Paesi Bassi                                                                | Qual. Mondiali 1994                                                        | -1                                                                         |                                                                            |
| 19-1-1994                                                                  | Tunisi                                                                     | Tunisia                                                                    | 2 – 2                                                                      | Paesi Bassi                                                                | Amichevole                                                                 | -2                                                                         | 60’                                                                        |
| 23-3-1994                                                                  | Glasgow                                                                    | Scozia                                                                     | 0 – 1                                                                      | Paesi Bassi                                                                | Amichevole                                                                 | -                                                                          | 78’                                                                        |
| 20-4-1994                                                                  | Tilburg                                                                    | Paesi Bassi                                                                | 0 – 1                                                                      | Irlanda                                                                    | Amichevole                                                                 | -1                                                                         |                                                                            |
| 27-5-1994                                                                  | Utrecht                                                                    | Paesi Bassi                                                                | 3 – 1                                                                      | Scozia                                                                     | Amichevole                                                                 | -1                                                                         |                                                                            |
| 1-6-1994                                                                   | Eindhoven                                                                  | Paesi Bassi                                                                | 7 – 1                                                                      | Ungheria                                                                   | Amichevole                                                                 | -1                                                                         | 46’                                                                        |
| 12-6-1994                                                                  | Toronto                                                                    | Canada                                                                     | 0 – 3                                                                      | Paesi Bassi                                                                | Amichevole                                                                 | -                                                                          |                                                                            |
| 20-6-1994                                                                  | Washington                                                                 | Paesi Bassi                                                                | 2 – 1                                                                      | Arabia Saudita                                                             | Mondiali 1994 - 1º turno                                                   | -1                                                                         | 58’                                                                        |
| 25-6-1994                                                                  | Orlando                                                                    | Belgio                                                                     | 1 – 0                                                                      | Paesi Bassi                                                                | Mondiali 1994 - 1º turno                                                   | -1                                                                         | 63’                                                                        |
| 29-6-1994                                                                  | Orlando                                                                    | Marocco                                                                    | 1 – 2                                                                      | Paesi Bassi                                                                | Mondiali 1994 - 1º turno                                                   | -1                                                                         | 56’                                                                        |
| 4-7-1994                                                                   | Orlando                                                                    | Paesi Bassi                                                                | 2 – 0                                                                      | Irlanda                                                                    | Mondiali 1994 - Ottavi di finale                                           | -                                                                          |                                                                            |
| 9-7-1994                                                                   | Dallas                                                                     | Paesi Bassi                                                                | 2 – 3                                                                      | Brasile                                                                    | Mondiali 1994 - Quarti di finale                                           | -3                                                                         |                                                                            |
| 7-9-1994                                                                   | Lussemburgo                                                                | Lussemburgo                                                                | 0 – 4                                                                      | Paesi Bassi                                                                | Qual. Euro 1996                                                            | -                                                                          |                                                                            |
| 12-10-1994                                                                 | Oslo                                                                       | Norvegia                                                                   | 1 – 1                                                                      | Paesi Bassi                                                                | Qual. Euro 1996                                                            | -1                                                                         |                                                                            |
| 16-11-1994                                                                 | Rotterdam                                                                  | Paesi Bassi                                                                | 0 – 0                                                                      | Rep. Ceca                                                                  | Qual. Euro 1996                                                            | -                                                                          |                                                                            |
| 14-12-1994                                                                 | Rotterdam                                                                  | Paesi Bassi                                                                | 5 – 0                                                                      | Lussemburgo                                                                | Qual. Euro 1996                                                            | -                                                                          |                                                                            |
| 18-1-1995                                                                  | Utrecht                                                                    | Paesi Bassi                                                                | 0 – 1                                                                      | Francia                                                                    | Amichevole                                                                 | -1                                                                         |                                                                            |
| 22-2-1995                                                                  | Eindhoven                                                                  | Paesi Bassi                                                                | 0 – 1                                                                      | Portogallo                                                                 | Amichevole                                                                 | -1                                                                         |                                                                            |
| 29-3-1995                                                                  | Rotterdam                                                                  | Paesi Bassi                                                                | 4 – 0                                                                      | Malta                                                                      | Qual. Euro 1996                                                            | -                                                                          |                                                                            |
| 26-4-1995                                                                  | Praga                                                                      | Rep. Ceca                                                                  | 3 – 1                                                                      | Paesi Bassi                                                                | Qual. Euro 1996                                                            | -3                                                                         |                                                                            |
| 29-5-1996                                                                  | Tilburg                                                                    | Paesi Bassi                                                                | 2 – 0                                                                      | Cina                                                                       | Amichevole                                                                 | -                                                                          |                                                                            |
| 4-6-1997                                                                   | Johannesburg                                                               | Sudafrica                                                                  | 0 – 2                                                                      | Paesi Bassi                                                                | Amichevole                                                                 | -                                                                          |                                                                            |
| 24-2-1998                                                                  | Miami                                                                      | Messico                                                                    | 2 – 3                                                                      | Paesi Bassi                                                                | Amichevole                                                                 | -2                                                                         |                                                                            |
| 1-6-1998                                                                   | Eindhoven                                                                  | Paesi Bassi                                                                | 5 – 1                                                                      | Paraguay                                                                   | Amichevole                                                                 | -                                                                          | 46’                                                                        |
| Totale                                                                     |                                                                            | Presenze                                                                   | 31                                                                         |                                                                            | Reti                                                                       | -24                                                                        |                                                                            |

## Palmarès

### Club

#### Competizioni nazionali
- Coppa dei Paesi Bassi: 4

Feyenoord: 1990-1991, 1991-1992, 1993-1994, 1994-1995
- Supercoppa dei Paesi Bassi: 1

Feyenoord: 1991
- Campionato olandese: 1

Feyenoord: 1992-1993
- Coppa di Lega inglese: 1

Chelsea: 1997-1998
- Coppa d'Inghilterra: 1

Chelsea: 1999-2000
- Charity Shield: 1

Chelsea: 2000

#### Competizioni internazionali
- Coppa delle Coppe: 1

Chelsea: 1997-1998
- Supercoppa UEFA: 1

Chelsea: 1998

### Individuale
- Portiere dell'anno dell'Eredivisie: 1

1993
- Gouden Schoen: 1

1994